# 25 أكتوبر
- السبت
- الأحد
- الاثنين
- الثلاثاء
- الأربعاء
- الخميس
- الجمعة

- 275 ربيع الآخر 1447  هـ
- 286 ربيع الآخر 1447  هـ
- 297 ربيع الآخر 1447  هـ
- 308 ربيع الآخر 1447  هـ
- 19 ربيع الآخر 1447  هـ
- 210 ربيع الآخر 1447  هـ
- 311 ربيع الآخر 1447  هـ
- 412 ربيع الآخر 1447  هـ
- 513 ربيع الآخر 1447  هـ
- 614 ربيع الآخر 1447  هـ
- 715 ربيع الآخر 1447  هـ
- 816 ربيع الآخر 1447  هـ
- 917 ربيع الآخر 1447  هـ
- 1018 ربيع الآخر 1447  هـ
- 1119 ربيع الآخر 1447  هـ
- 1220 ربيع الآخر 1447  هـ
- 1321 ربيع الآخر 1447  هـ
- 1422 ربيع الآخر 1447  هـ
- 1523 ربيع الآخر 1447  هـ
- 1624 ربيع الآخر 1447  هـ
- 1725 ربيع الآخر 1447  هـ
- 1826 ربيع الآخر 1447  هـ
- 1927 ربيع الآخر 1447  هـ
- 2028 ربيع الآخر 1447  هـ
- 2129 ربيع الآخر 1447  هـ
- 2230 ربيع الآخر 1447  هـ
- 231 جمادى الأولى 1447  هـ
- 242 جمادى الأولى 1447  هـ
- 253 جمادى الأولى 1447  هـ
- 264 جمادى الأولى 1447  هـ
- 275 جمادى الأولى 1447  هـ
- 286 جمادى الأولى 1447  هـ
- 297 جمادى الأولى 1447  هـ
- 308 جمادى الأولى 1447  هـ
- 319 جمادى الأولى 1447  هـ

25 أكتوبر أو 25 تشرين الأوَّل أو يوم 25 \ 10 (اليوم الخامس والعشرين من الشهر العاشر) هو اليوم الثامن والتسعين بعد المئتين (298) من السنة، أو التاسع والتسعين بعد المئتين (299) في السنوات الكبيسة، وفقًا للتقويم الميلادي الغربي (الغريغوري). يبقى بعده 67 يومًا على انتهاء السنة.

## أحداث
- 1415 - هزيمة الجيش الفرنسي الأكثر عددا أمام الجيش الإنجليزي بقيادة هنري الخامس في معركة أجينكور. وذلك بسبب الأقواس الإنجليزية الطويلة.
- 1936 - الزعيمان الإيطالي بينيتو موسوليني والألماني أدولف هتلر ينشئان المحور الإيطالي / الألماني والذي انضمت إليه اليابان لاحقًا.
- 1944 - اليابان تبدأ هجمات الكاميكاز، وهي هجمات إنتحارية بالطائرات على السفن الحربية الأمريكية.
- 1952 - لبنان يفوز بعضوية مجلس الأمن الدولي.
- 1958 - انسحاب القوة الأمريكية من لبنان بعد أن هدأ الوضع بنهاية ولاية الرئيس كميل شمعون وانتخاب قائد الجيش فؤاد شهاب رئيسًا.
- 1971 - الأمم المتحدة تضم الصين الشعبية لتصبح عضوًا دائمًا في مجلس الأمن الدولي وتطرد تايوان.
- 1973 - نيجيريا تقطع علاقتها الدبلوماسية مع إسرائيل لتصبح الدولة الأفريقية الثامنة عشر التي تقطع علاقاتها معها بعد حرب أكتوبر.
- 1976 - بداية أعمال القمة التاسعة لرؤساء الدول العربية بالقاهرة.
- 1977 - نجاة وزير الخارجية السوري عبد الحليم خدام من محاولة اغتيال في مطار أبو ظبي في ختام زيارة للإمارات العربية المتحدة، بينما أصيب نظيره الإماراتي سيف غباش بعدة رصاصات وتوفي لاحقاً متأثراً بإصابته.
- 1991 - انسحاب آخر جندي صربي من سلوفينيا وإعلان استقلالها بعد حرب الأيام العشرة بين صربيا وسلوفينيا.
- 1998 - إطلاق مياه نهر النيل عبر ترعة السلام في إطار مشروع تنمية سيناء.
- 2001 - إطلاق «ويندوز إكس بي» رسميًا.
- 2004 - الرئيس الكوبي فيدل كاسترو يعلن إنه سينهي أي تعامل بالدولار الأمريكي ابتداءً من 8 نوفمبر.
- 2009 - إجراء الانتخابات الرئاسية في تونس والتي يتنافس بها كل من الرئيس المنتهية ولايته زين العابدين بن علي ومحمد بوشيحة وأحمد إينوبلي وأحمد إبراهيم.
- 2012 - شركة مايكروسوفت تحتفل في مدينة نيويورك بالولايات المتحدة بمناسبة الإطلاق الرسمي لنظام التشغيل ويندوز 8 الجديد.
- 2015 -
  - جيمي مورالس يفوز بالجولة الثانية من الانتخابات الرئاسية في غواتيمالا.
  - حزب العدالة والقانون (بقيادة بياتا سيدلو) يفوز بأغلبية مقاعد مجلس السيم البولندي.
  - لويس هاملتون يفوز ببُطولة العالم للسائقين في موسم 2015 من الفورمولا 1، ومرسيدس تفوز ببطولة الصانعين.
- 2017 - حُكومة إقليم كُردستان العراق تقترح تجميد نتائج استفتاء الانفصال عن العراق بعد مُرور شهر كامل على إجرائه، ووقف كُل العمليَّات القتاليَّة والبدء بحوار مفتوح مع بغداد.
- 2018 -
  - سيول في الأردن تخلف 20 قتيلاً معظمهم من الأطفال، والأردن تعلن الحداد لمدة ثلاثة أيام.
  - انتخاب سهلورق زودي رئيسةً لإثيوبيا، لتصبح أول امرأة تتولى هذا المنصب.
- 2019 - تجدُّد المُظاهرات في المُحافظات العراقيَّة ومُفوضيَّة حقوق الإنسان في العراق تُعلن مقتل 40 شخصًا وإصابة ما بين 1700 و2000 شخص بِجُرُوح نتيجة المُواجهات مع قوى الأمن والمُسلحين.
- 2020 - انتخاب وافيل رامكالاوان رئيسًا لجمهورية سيشل في أول انتقال سلمي للسلطة منذ الاستقلال عام 1976.
- 2022 - كسوف جزئي للشمس شُوهد من أوروبا وجبال الأورال وغرب سيبيريا والشرق الأوسط وشمال شرق إفريقيا.

## مواليد
- 1692 - إليزابيث فارنيزي، ملكة إسبانيا.
- 1759 - ويليام غرنفيل، رئيس وزراء المملكة المتحدة.
- 1806 - ماكس شتيرنر، فيلسوف ألماني.
- 1811 - إيفاريست غالوا، عالم رياضيات فرنسي.
- 1825 - يوهان شتراوس الابن، موسيقي نمساوي.
- 1838 - جورج بيزيه، موسيقي فرنسي.
- 1881 - بابلو بيكاسو، رسام تشكيلي إسباني.
- 1889 - مكرم عبيد، سياسي مصري.
- 1895 - ليفي أشكول، رئيس وزراء إسرائيل.
- 1913 - كلاوس باربي، عسكري ألماني.
- 1921 - الملك ميخائيل الأول، ملك رومانيا.
- 1926 - بو كاربيلان، كاتب وشاعر فنلندي.
- 1927 - خورخي باتل، رئيس أوروغواي.
- 1935 - جاسر عموري، شاعر ومهندس فلسطيني - أردني.
- 1936 -
  - أحمد مطلوب، وزير ثقافة عراقي.
  - ماساكو نوزاوا، ممثلة أداء صوتي يابانية.
- 1940 - بوب نايت، لاعب ومدرب كرة سلة أمريكي.
- 1945 - إلياس فيغيروا، لاعب كرة قدم من تشيلي.
- 1952 -
  - سمير جعجع، سياسي لبناني.
  - إيوانيس كيراستاس، لاعب ومدرب كرة قدم يوناني.
  - حسين صبري، أستاذ جامعي وكاتب مصري.
- 1953 - جاسم يعقوب، لاعب كرة قدم كويتي.
- 1958 -
  - كورنيليا إندر، سباحة ألمانية.
  - نصر حماد، ممثل مصري.
- 1960 - حمود البغيلي، شاعر كويتي.
- 1965 -
  - عبد الله السناني، ممثل سعودي.
  - ناصر سالم الجاسم، كاتب قصصي سعودي.
- 1969 -
  - أوليغ سالينكو، لاعب كرة قدم روسي.
  - ليلى عوض، ممثلة سورية.
- 1971 - ماجد المهندس، مغني عراقي / سعودي.
- 1975 - وسام بريدي، إعلامي لبناني.
- 1976 -
  - أحمد الدوخي، لاعب كرة قدم سعودي.
  - تولين البكري، ممثلة سورية.
- 1977 -
  - بريجيت برينتس، لاعبة كرة قدم ألمانية.
  - يهوناتان جاترو، ممثل ومغني إسرائيلي.
- 1981 - شون رايت فيليبس، لاعب كرة قدم إنجليزي.
- 1984 -
  - إيفان راميس، لاعب كرة قدم إسباني.
  - كارولينا سبريم، لاعبة تنس محترفة من كرواتيا.
  - كيتي بيري، مغنية أمريكية.
- 1985 -
  - سيارا، ممثلة ومغنية أمريكية.
  - دانييلي باديلي، لاعب كرة قدم إيطالي.
- 1987 - دارون غيبسون، لاعب كرة قدم من أيرلندا الشمالية.
- 1988 - كريتيكا كامرا، ممثلة هندية.
- 2001 - الأميرة إليزابيث، ولية عهد بلجيكا.

## وفيات
- 304 - البابا مارسيلينوس، بابا الكنيسة الرومانية الكاثوليكية.
- 1154 -
  - الملك ستيفن، ملك إنجلترا.
  - أبو الحسن الدريني، عالم مسلم وشاعر عراقي.
- 1400 - جيفري تشوسر، شاعر إنجليزي.
- 1647 - إيفانجيلستا تورشيللي، عالم فيزياء إيطالي.
- 1733 - جيوفاني جيرولامو ساتشيري، كاهن يسوعي وفيلسوف مدرسي ورياضياتي إيطالي.
- 1760 - الملك جورج الثاني، ملك المملكة المتحدة.
- 1806 - هنري نوكس، جنرال أمريكي.
- 1826 - فيليب بينيل، طبيب فرنسي.
- 1920 - الملك ألكسندر الأول، ملك اليونان.
- 1944 - تشارلز أندرسون، عالم معادن أسترالي.
- 1966 - محمد كمال المصري، ممثل مصري عرف باسم «شرفنطح».
- 1973 - آبيبي بيكيلا، لاعب ألعاب قوى إثيوبي.
- 1983 - محمود دياب، كاتب مسرحي مصري.
- 1995 - عدنان بوظو، لاعب كرة قدم وإعلامي سوري.
- 2002 -
  - ريتشارد هاريس، ممثل أيرلندي.
  - رينيه ثوم، عالم رياضيات وفيلسوف فرنسي.
- 2003 -
  - فيكو هاكولينن، فني في علم الحراج ومتزلج ريفي فنلندي.
  - أحمد مهنا، شاعر وروائي سوري.
- 2013 - هال نيدهام، مخرج أمريكي.
- 2018 - عمر الشيخ، مخرج مصري.
- 2019 - قاسم الدالي، ممثل مصري.
- 2023 - عبد الحليم زريبيع، ممثل جزائري.

## أعياد ومناسبات
- عيد الجمهورية في كازاخستان.
- عيد الشكر في الجزر العذراء وغرينادا.
- عيد القوات المسلحة في رومانيا.

## وصلات خارجية
- BBC: حدث في مثل هذا اليوم.
- النيويورك تايمز: حدث في مثل هذا اليوم.